# Mohamed Mehdi Yaghoubi
Mohamed Mehdi Yaghoubi (pers. محمدمهدی یعقوبی; ur. 23 czerwca 1930 w Kazwinie, zm. 25 września 2021) – irański zapaśnik walczący w stylu wolnym. Trzykrotny olimpijczyk. Srebrny medalista z XVI Letnich Igrzysk Olimpijskich Melbourne 1956; siódmy podczas XVII Letnich Igrzysk Olimpijskich Rzym 1960, dziewiąty podczas XV Letnich Igrzysk Olimpijskich Helsinki 1952. Walczył w kategorii wagowej do 57 kg.
Brązowy medalista mistrzostw świata w 1951, piąty w 1954. Piąty w Pucharze Świata w 1958.